# Colmo (Pinguente)
Colmo (Hum in croato) è un paesino situato nell'entroterra istriano, facente parte del comune di Pinguente. Nei dintorni sono presenti le frazioni di Blàtina, Forsici, Latini, Buliavaz, Ruiavazzi e Bernobici.

## Luoghi d'interesse
Il paese - che con i suoi 30 abitanti è erroneamente considerato "la città più piccola del mondo" - è ancora circondato da mura ed ha come unico ingresso un portone di bronzo, con tanto di battenti. All'interno vi sono due vicoli, qualche casa, il Museo civico, la chiesetta romanica del XII secolo di San Gerolamo e la chiesa di San Giacomo con la sua torre campanaria, anch'essa in stile romanico.
Da Colmo si snoda il viale dei Glagoliti che, lungo circa 7 km, la collega a Rozzo, frazione del comune di Pinguente. Lungo la via ci sono 10 sculture che commemorano l'antica importanza di Rozzo come centro della letteratura in alfabeto glagolitico, ancora utilizzato in questa zona fino all'inizio del XX secolo.

## Società

### Evoluzione demografica
| Evoluzione demografica | Evoluzione demografica | Evoluzione demografica | Evoluzione demografica | Evoluzione demografica | Evoluzione demografica | Evoluzione demografica | Evoluzione demografica | Evoluzione demografica | Evoluzione demografica | Evoluzione demografica | Evoluzione demografica | Evoluzione demografica | Evoluzione demografica | Evoluzione demografica | Evoluzione demografica |
| ---------------------- | ---------------------- | ---------------------- | ---------------------- | ---------------------- | ---------------------- | ---------------------- | ---------------------- | ---------------------- | ---------------------- | ---------------------- | ---------------------- | ---------------------- | ---------------------- | ---------------------- | ---------------------- |
| 1857                   | 1869                   | 1880                   | 1890                   | 1900                   | 1910                   | 1921                   | 1931                   | 1948                   | 1953                   | 1961                   | 1971                   | 1981                   | 1991                   | 2001                   | 2011                   |
| 84                     | 91                     | 101                    | 102                    | 114                    | 119                    | 976                    | 851                    | 86                     | 67                     | 40                     | 24                     | 32                     | 23                     | 17                     | 30                     |

Secondo il censimento del 1921, oggi  considerato poco affidabile, il 100% della popolazione era di lingua italiana.

## Galleria d'immagini

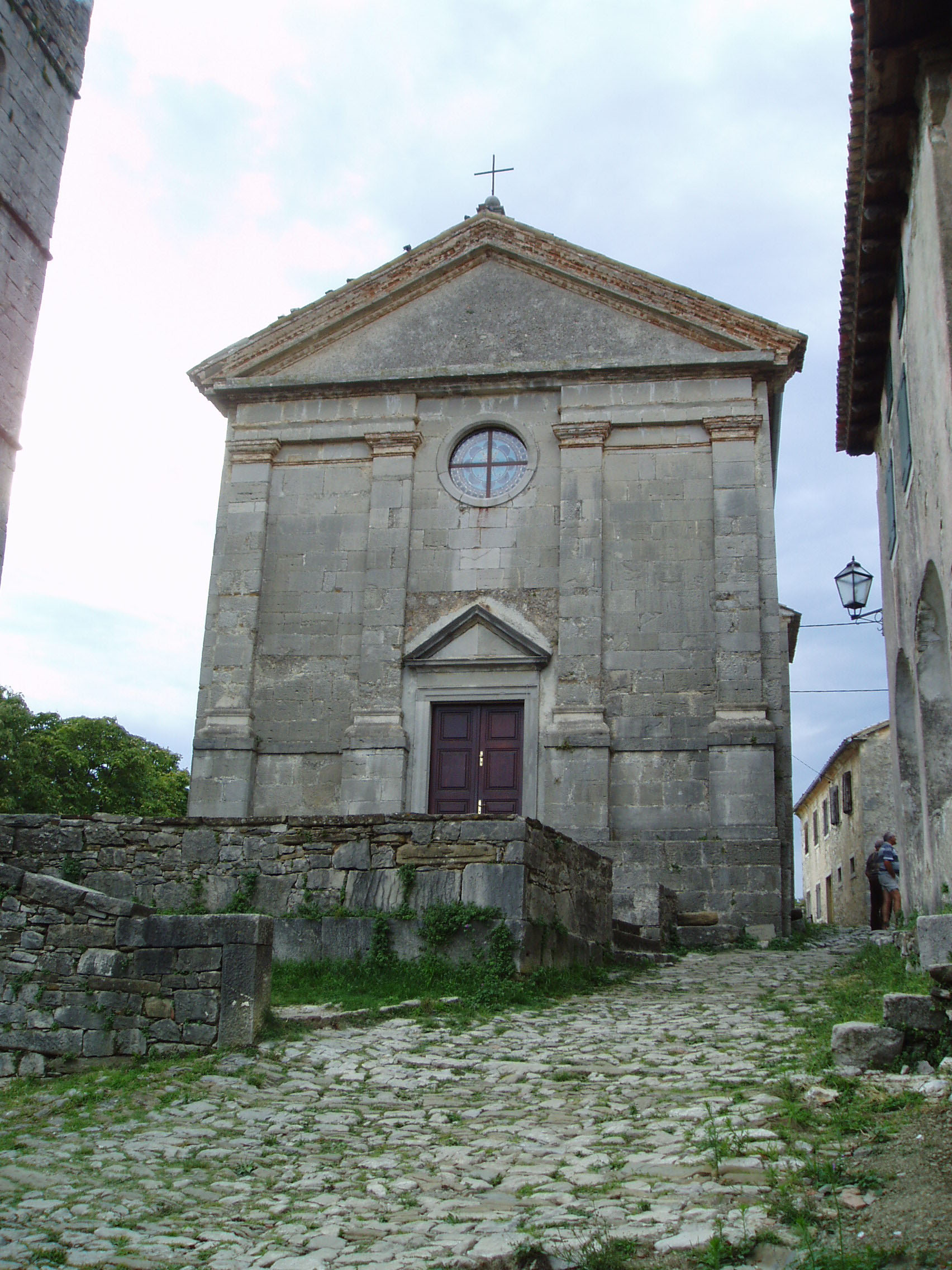
La chiesa di San Giacomo
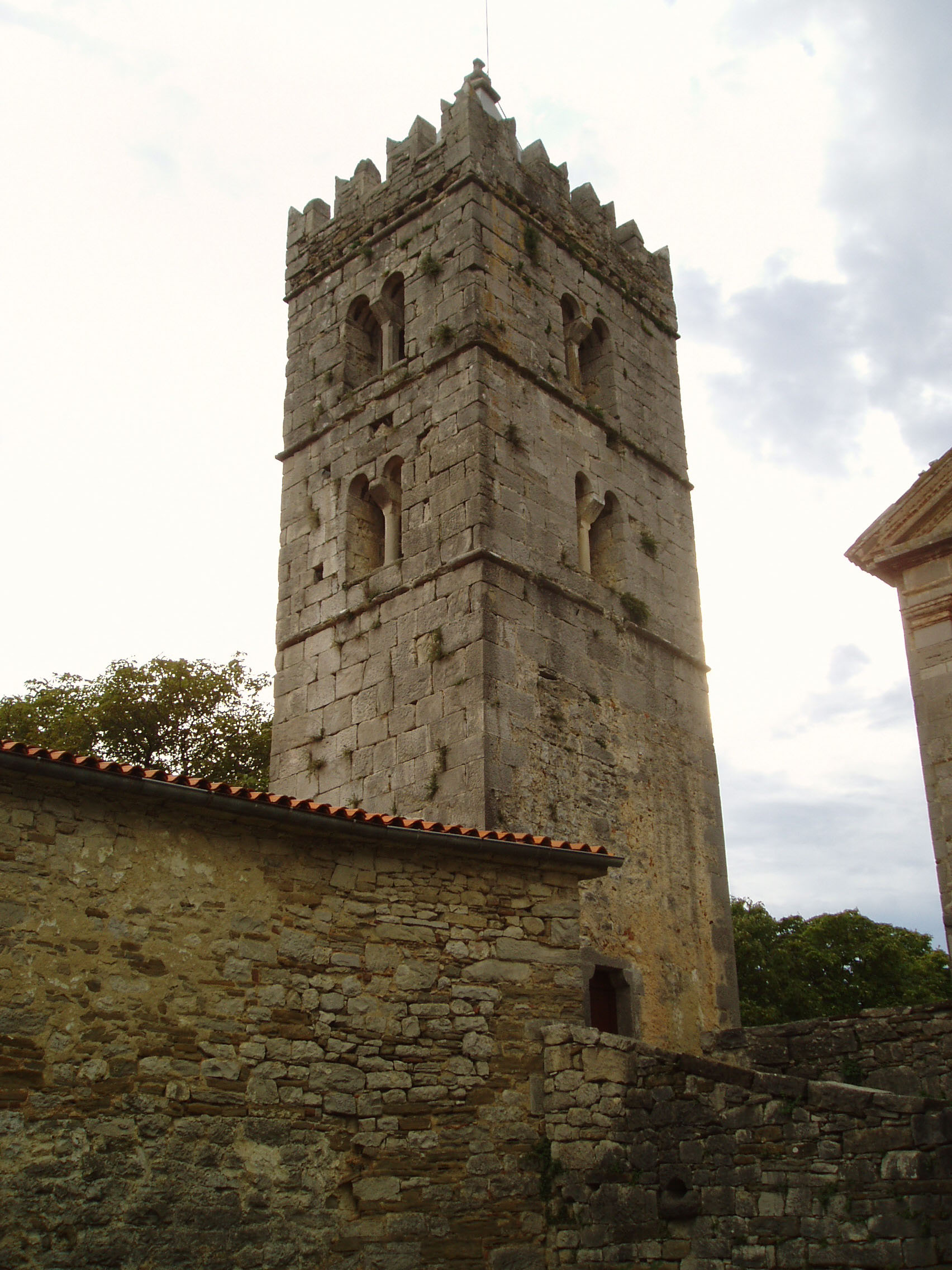
Il campanile - veduta anteriore
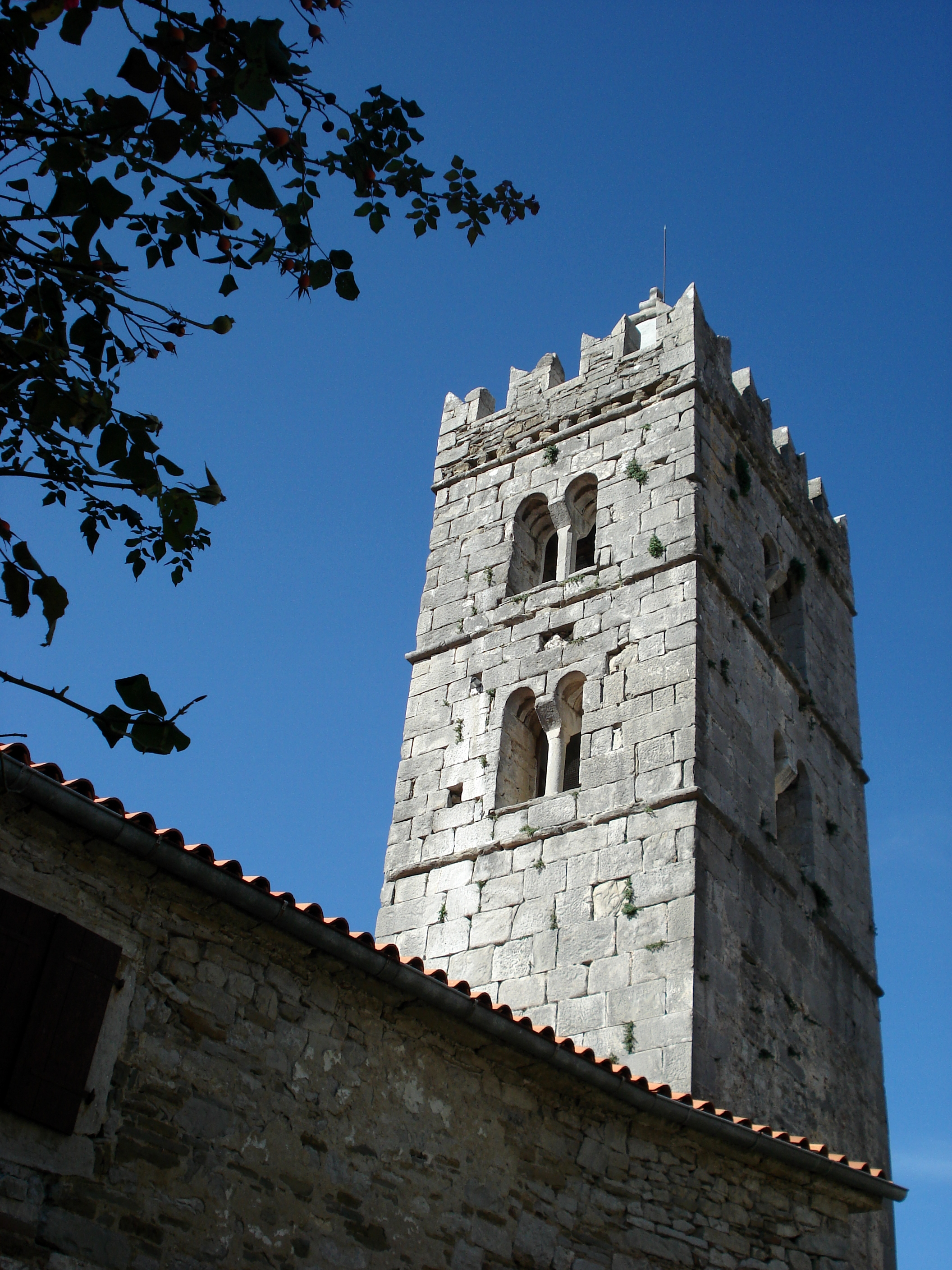
Il campanile - veduta posteriore